# Morti il 29 febbraio
| Questa pagina contiene informazioni ricavate automaticamente dalle voci biografiche con l'ausilio del template Bio e di un bot. L'aggiornamento è periodico e automatico e ricostruisce completamente la pagina. Se manca una persona in questa lista, sei pregato di non aggiungerla, ma accertati piuttosto che la sua voce biografica contenga il template Bio e che i dati anagrafici siano correttamente compilati. Se il template Bio manca, inseriscilo tu stesso o, in alternativa, metti l'avviso {{tmp\|Bio}} che ne segnala la mancanza. Se i dati riportati sono sbagliati, correggi direttamente la voce biografica; le modifiche saranno visibili in questa lista entro pochi giorni. Per chiarimenti vedi il progetto biografie. La lista contiene solo le 136 persone che sono citate nell'enciclopedia e per le quali è stato implementato correttamente il template Bio. Pagina aggiornata al 5 giu 2025. |

## V secolo(1)
- 468 - Papa Ilario, papa, vescovo e santo romano (n. 399)

## X secolo(1)
- 992 - Osvaldo di Worcester, arcivescovo inglese

## XIV secolo(1)
- 1384 - Hugues de Montrelais, cardinale e vescovo cattolico francese

## XV secolo(2)
- 1460 - Alberto III di Baviera, nobile (n. 1401)
- 1472 - Antonia da Firenze, religiosa e badessa italiana

## XVI secolo(3)
- 1592 - Giovanni Battista Santoni, vescovo cattolico e diplomatico italiano (n. 1529)
- 1592 - Alessandro Striggio, compositore italiano (n. 1540)
- 1596 - Pietro degli Angeli, umanista italiano (n. 1517)

## XVII secolo(2)
- 1604 - Lucio Sassi, cardinale e vescovo cattolico italiano (n. 1521)
- 1604 - John Whitgift, arcivescovo anglicano britannico (n. 1530)

## XVIII secolo(10)
- 1712 - Johann Conrad Peyer, anatomista svizzero (n. 1653)
- 1724 - Vincenzo Durazzo, doge italiano (n. 1635)
- 1732 - André-Charles Boulle, ebanista francese (n. 1642)
- 1740 - Pietro Ottoboni, cardinale italiano (n. 1667)
- 1744 - John Theophilus Desaguliers, scienziato e religioso inglese (n. 1683)
- 1760 - Giuseppe Monti, botanico italiano (n. 1682)
- 1768 - Ignazio Michele Crivelli, cardinale e arcivescovo cattolico italiano (n. 1698)
- 1788 - Pasquale Acquaviva d'Aragona, cardinale italiano (n. 1718)
- 1792 - Johann Andreas Stein, artigiano tedesco (n. 1728)
- 1796 - Ernst Wilhelm Stibolt, ingegnere e militare danese (n. 1741)

## XIX secolo(9)
- 1804 - Ludovico Flangini, cardinale, patriarca cattolico e filologo classico italiano (n. 1733)
- 1811 - Antonio Colacino, brigante italiano (n. 1787)
- 1820 - Johann Joachim Eschenburg, critico letterario e storico tedesco (n. 1743)
- 1848 - Louis-François Lejeune, generale, pittore e litografo francese (n. 1775)
- 1856 - Augusto Chapdelaine, missionario francese (n. 1814)
- 1856 - Raffaele de Cosa, ammiraglio italiano (n. 1778)
- 1868 - Elena Montecchi Torti, poetessa e patriota italiana (n. 1814)
- 1876 - Remigio Del Grosso, astronomo e poeta italiano (n. 1813)
- 1876 - Joseph van Lerius, pittore belga (n. 1823)

## XX secolo(72)
- 1904 - Henri Joseph Anastase Perrotin, astronomo francese (n. 1845)
- 1908 - John Hope, I marchese di Linlithgow, politico britannico (n. 1860)
- 1912 - Heinrich Nissen, storico tedesco (n. 1839)
- 1916 - Christian Beck, scrittore e poeta belga (n. 1879)
- 1916 - Ferruccio Benini, attore teatrale italiano (n. 1854)
- 1916 - Francesco Taddei, falsario e criminale sammarinese (n. 1834)
- 1920 - Nicola Alongi, sindacalista italiano (n. 1863)
- 1922 - Karl Isakson, pittore svedese (n. 1878)
- 1924 - Emily Ruete, principessa tanzaniana (n. 1844)
- 1924 - John Sands, calciatore inglese (n. 1859)
- 1928 - Adolphe Appia, scenografo svizzero (n. 1862)
- 1928 - Ina Coolbrith, poetessa, scrittrice e giornalista statunitense (n. 1841)
- 1928 - Armando Diaz, generale italiano (n. 1861)
- 1932 - Cosimo Canovetti, ingegnere italiano (n. 1857)
- 1932 - Ramon Casas, pittore spagnolo (n. 1866)
- 1932 - George Claridge Druce, botanico inglese (n. 1850)
- 1932 - Vladimir Michajlovič Golicyn, politico russo (n. 1847)
- 1932 - Giuseppe Vitali, matematico italiano (n. 1875)
- 1936 - Francesco Battista, militare italiano (n. 1897)
- 1936 - Gino Forlani, militare italiano (n. 1911)
- 1936 - Harry Knowles, attore statunitense (n. 1878)
- 1936 - Leonardo Magnani, militare italiano (n. 1911)
- 1936 - Giovanni Marini, militare italiano (n. 1911)
- 1936 - Alessandro Paoli, militare italiano (n. 1897)
- 1936 - Francesco Positano, militare italiano (n. 1889)
- 1940 - Aage di Rosenborg, principe danese (n. 1887)
- 1940 - Edward Frederic Benson, scrittore inglese (n. 1867)
- 1944 - Helge Almquist, storico svedese (n. 1880)
- 1944 - Félix Fénéon, giornalista francese (n. 1861)
- 1944 - Pehr Evind Svinhufvud, giurista e politico finlandese (n. 1861)
- 1948 - François Sevez, militare francese (n. 1891)
- 1952 - Roger-Henri-Marie Beaussart, arcivescovo cattolico francese (n. 1879)
- 1956 - Elpidio Quirino, politico filippino (n. 1890)
- 1956 - Simón Radowitzky, anarchico russo (n. 1891)
- 1960 - Igino Coffari, prefetto e politico italiano (n. 1874)
- 1960 - Francesco Lupi, pittore e decoratore italiano (n. 1897)
- 1960 - Melvin Purvis, avvocato e poliziotto statunitense (n. 1903)
- 1964 - Frank Albertson, attore statunitense (n. 1909)
- 1964 - Anchise Brizzi, direttore della fotografia italiano (n. 1887)
- 1964 - Koloman von Pataky, tenore ungherese (n. 1896)
- 1968 - Paolo Gennari, canottiere italiano (n. 1908)
- 1968 - Enrico Pistolesi, matematico, ingegnere e politico italiano (n. 1889)
- 1972 - Giulio Bonnard, compositore italiano (n. 1885)
- 1972 - Pietro Ubaldi, filosofo e teologo italiano (n. 1886)
- 1976 - Thomas Lance, pistard britannico (n. 1891)
- 1976 - Remigio Milano, calciatore italiano (n. 1899)
- 1976 - Izaak Opatowski, ingegnere e matematico polacco (n. 1905)
- 1980 - Yigal Allon, politico e generale israeliano (n. 1918)
- 1980 - Gil Elvgren, illustratore e pittore statunitense (n. 1914)
- 1980 - Werner Keller, scrittore e saggista tedesco (n. 1909)
- 1980 - Doug Kistler, cestista statunitense (n. 1938)
- 1980 - Nino Oliviero, compositore italiano (n. 1918)
- 1980 - Carlo Rossi, vescovo cattolico italiano (n. 1890)
- 1984 - Meyer Dolinsky, sceneggiatore statunitense (n. 1923)
- 1984 - Henri Guerre, calciatore francese (n. 1885)
- 1984 - Dino Perego, pedagogista italiano (n. 1921)
- 1988 - Kåre Walberg, saltatore con gli sci norvegese (n. 1912)
- 1988 - Karl Zimmer, fisico e genetista tedesco (n. 1911)
- 1991 - Daigorō Kondō, calciatore giapponese (n. 1907)
- 1992 - Ada Colangeli, attrice italiana (n. 1913)
- 1992 - Don Heinrich, giocatore di football americano statunitense (n. 1930)
- 1992 - Ferenc Karinthy, scrittore, linguista e drammaturgo ungherese (n. 1921)
- 1992 - Roberto Rebora, poeta, traduttore e critico teatrale italiano (n. 1910)
- 1992 - Margaret Thompson, numismatica statunitense (n. 1911)
- 1996 - Federico Barbaro, missionario e traduttore italiano (n. 1913)
- 1996 - Jean Boisselier, archeologo francese (n. 1912)
- 1996 - Shams Pahlavi, principessa iraniana (n. 1917)
- 1996 - Clint Wager, giocatore di football americano e cestista statunitense (n. 1920)
- 1996 - Mario Zagari, giornalista, politico e partigiano italiano (n. 1913)
- 2000 - Dennis Danell, chitarrista e produttore discografico statunitense (n. 1961)
- 2000 - Karen Hoff, canoista danese (n. 1921)
- 2000 - Umberto Pagliacci, politico italiano (n. 1930)

## XXI secolo(35)
- 2004 - Oleksandr Bereš, ginnasta ucraino (n. 1977)
- 2004 - Dana Broccoli, attrice e scrittrice statunitense (n. 1922)
- 2004 - Marc Cavell, attore e cantante statunitense (n. 1939)
- 2004 - Danny Ortiz, calciatore guatemalteco (n. 1976)
- 2008 - Vitalij Vasil'evič Fedorčuk, politico, generale e poliziotto sovietico (n. 1918)
- 2008 - Alain Gottvallès, nuotatore francese (n. 1942)
- 2008 - Ralph Hansch, hockeista su ghiaccio canadese (n. 1924)
- 2008 - Jan Lambert Wirix-Speetjens, vescovo vetero-cattolico belga (n. 1946)
- 2012 - Roberto Arnaldi, conduttore radiofonico, paroliere e cantante italiano (n. 1941)
- 2012 - Davy Jones, musicista, cantante e attore britannico (n. 1945)
- 2012 - Sheldon Moldoff, fumettista e animatore statunitense (n. 1920)
- 2012 - Luis Villa, cestista argentino (n. 1936)
- 2016 - Rudy Bukich, giocatore di football americano statunitense (n. 1930)
- 2016 - Adriana Fiorentini, fisica e fisiologa italiana (n. 1926)
- 2016 - Hannes Löhr, calciatore e allenatore di calcio tedesco (n. 1942)
- 2016 - Francis Xavier Osamu Mizobe, vescovo cattolico giapponese (n. 1935)
- 2016 - José Parra Martínez, calciatore spagnolo (n. 1925)
- 2016 - Maria Terrile Vietz, attrice teatrale e scrittrice italiana (n. 1926)
- 2020 - Avraham Barkai, storico e saggista israeliano (n. 1921)
- 2020 - Elisabetta Imelio, musicista e cantante italiana (n. 1975)
- 2020 - Dieter Laser, attore tedesco (n. 1942)
- 2020 - Fiona MacCarthy, biografa e storica britannica (n. 1940)
- 2020 - Paolo Marcora, calciatore italiano (n. 1932)
- 2020 - Luis Alfonso Mendoza, doppiatore e direttore del doppiaggio messicano (n. 1964)
- 2020 - Éva Székely, nuotatrice ungherese (n. 1927)
- 2024 - David Bordwell, storico del cinema, critico cinematografico e blogger statunitense (n. 1947)
- 2024 - Tor Enge, calciatore norvegese (n. 1945)
- 2024 - Ruth Henig, politica e storica britannica (n. 1943)
- 2024 - Rocco Maggi, politico italiano (n. 1948)
- 2024 - Pietro Mazzola, botanico e biologo italiano (n. 1945)
- 2024 - Brian Mulroney, avvocato, imprenditore e politico canadese (n. 1939)
- 2024 - Ali Hassan Mwinyi, politico tanzaniano (n. 1925)
- 2024 - Jean-Luc Pinel, sciatore alpino francese (n. 1947)
- 2024 - Paolo e Vittorio Taviani, regista e sceneggiatore italiano (n. 1931)
- 2024 - Paul Vachon, wrestler e politico canadese (n. 1937)